# مانويل ريفيرا أورتيز
مانويل ريفيرا أورتيز (بالإنجليزية: Manuel Rivera-Ortiz) (ولد في 23 ديسمبر 1968) هو مصور في الولايات المتحدة من أصل بورتوريكو.